# Station Piła Leszków
Station Piła Leszków is een spoorwegstation in de Poolse plaats Piła.